# حرب التحالف الأول
حرب التحالف الأول (بالفرنسية: Guerre de la Première Coalition) هو الاسم التقليدي للحروب التي خاضتها عدة قوى أوروبية من عام 1792 حتى عام 1797 ضد المملكة الفرنسية بدايةً ثم الجمهورية الفرنسية التي خلفتها لاحقًا. حدث التحالف بين القوى دون تنسيق أو اتفاق واضح، إذ طمعت كل منها في الاستيلاء على جزء مختلف من فرنسا بعد هزيمتها، الأمر الذي لم يحدث إطلاقًا.
تدهورت العلاقات بين الثوار الفرنسيين والممالك المجاورة بعد إعلان بيلنيتز في أغسطس 1791. بعد ثمانية أشهر، وعقب تصويت أجراه المجلس التشريعي الذي تقوده الثورة، أعلنت فرنسا الحرب على بروسيا والنمسا في 20 أبريل 1792. في يوليو 1792، انضم جيش بقيادة دوق براونشفايغ يتألف أغلبه من بروسيين إلى الجانب النمساوي وغزا فرنسا، وجرى صده في معركة فالمي في سبتمبر. وبعد ذلك بيوم، أُعلِنت الجمهورية الفرنسية الجديدة.
بعد ذلك، اجتاحت هذه القوى فرنسا برًا وبحرًا، حيث هاجمت بروسيا والنمسا من الأراضي المنخفضة النمساوية والراين، ودعمت مملكة بريطانيا العظمى الثورات في المقاطعات الفرنسية وفرضت الحصار على طولون في أكتوبر 1793.
عانت فرنسا من هزائم وانتكاسات (معركة نيرويندن، 18 مارس 1793) ومن صراعات داخلية (حرب فونديه)، واستجابت لكل ذلك بإجراءات وتدابير وحشية وصارمة. قامت لجنة السلامة العامة التي تشكلت في 6 أبريل 1793، وقوات التجنيد بفرز قائمة بأسماء كل من يمكن تجنيدهم ممن تتراوح أعمارهم بين 18 و 25 سنة (أغسطس 1793). واجهت الجيوش الفرنسية الجديدة الغزاة، وردعتهم، وتقدمت إلى مناطق أبعد من الحدود الفرنسية.
أسس الفرنسيون الجمهورية الباتافية باعتبارها جمهورية شقيقة (مايو 1795)، كما نالوا الاعتراف البروسي بالسيطرة الفرنسية على الضفة اليسارية من نهر الراين بموجب معاهدة بازل. وبموجب معاهدة كامبو فورميو، تنازلت الإمبراطورية الرومانية المقدسة عن الأراضي النمساوية المنخفضة لصالح فرنسا، وانقسمت إيطاليا الشمالية إلى عدة جمهوريات فرنسية شقيقة. أبرمت إسبانيا اتفاق سلام منفصل مع فرنسا (معاهدة بازل الثانية)، كما نفذت الحكومة الفرنسية خططًا للسيطرة على المزيد من أراضي الإمبراطورية الرومانية المقدسة (الولايات الألمانية، والنمسا).
تدارك الأرشيدوق كارل دوق تيشن الوضع في شمال الألب عام 1796، لكن نابليون تفوق على كل منافسيه في سردينيا والنمسا في شمال إيطاليا (1796-1797) بالقرب من وادي بو، وبلغت الأحداث ذروتها بتوقيع معاهدة ليوبين ومعاهدة كامبو فورميو (أكتوبر 1797). انهار التحالف الأول، ولم يبق سوى بريطانيا في الميدان ضد فرنسا.

## خلفية

### الثورة في فرنسا
في بداية عام 1791، راقبت عدة أنظمة ملكية أوروبية الأوضاع في فرنسا عن كثب، ونظرت في التدخل، سواء لدعم لويس السادس عشر أو الاستفادة من الفوضى الفرنسية الداخلية لصالحها. راقب الإمبراطور الروماني المقدس ليوبولد الثاني، شقيق الملكة الفرنسية ماري أنطوانيت، الثورة بترو شديد في بداياتها، وأصبح قلقًا مع نمو الثورة بشكل خطير، رغم أنه كان يأمل في تجنب الحرب.
في 27 أغسطس 1791، أصدر ليوبولد وملك بروسيا فريدرش فيلهلم الثاني، بالتشاور مع الشخصيات الفرنسية اللائجة من النبلاء، إعلان بيلنيتز، الذي عبر فيه ملوك أوروبا عن قلقهم على رفاهية لويس وأسرته، وهددوا بعواقب وخيمة إذا طالهم أو مسهم أي شيء. على الرغم من أن ليوبولد قد رأى الإعلان طريقة لاتخاذ إجراءات تمكنه من تجنب فعل أي شيء حيال فرنسا، على الأقل في الوقت الراهن، اعتبرته باريس تهديدًا خطيرًا وأدانه القادة الثوريون.
بالإضافة إلى الاختلافات الأيديولوجية بين فرنسا والممالك القوية في أوروبا، استمرت النزاعات حول وضع الأراضي الإمبراطورية في الألزاس، وأصبحت السلطات الفرنسية قلقة إزاء تحريض النبلاء المنفيين في الخارج، وخاصة في الأراضي النمساوية المنخفضة والولايات الصغرى في ألمانيا. في النهاية، أعلنت فرنسا الحرب على النمسا أولًا، إذ صوت المجلس لذلك في 20 أبريل 1792، بعد أن عرض وزير الخارجية شارل فرانسوا دومويريز المعين حديثًا، والذي سعى إلى حرب قد تعيد بعض الشعبية والسلطة إلى الملك، قائمة طويلة من المظالم والانتهاكات.

## 1792
أعد دومويريز لغزو الأراضي المنخفضة النمساوية، حيث توقع أن يثور السكان المحليون ضد الحكم النمساوي. إلا أن الثورة فككت الجيش الفرنسي بالكامل، ولم يكن لديه ما يكفي من الأفراد لتنفيذ الغزو، إذ فروا في أول معركة بشكل جماعي، وقتلوا الجنرال تيوبالد ديلون. في الوقت الذي دربت فيه الحكومة الثورية قوات جديدة وأعادت تنظيم جيوشها، تجمع جيش حليف بقيادة كارل الثاني دوق براونشفايغ-فولفنبوتل في كوبلنتس على نهر الراين، وبدأ غزو فرنسا في يوليو 1792.
استولى جيش كارل الثاني، الذي تألف في أغلبه من محاربين بروسيين قدامى، على حصون لونجوي وفردان. ثم أصدر إعلانًا في 25 تموز 1792، كتبه أخوة لويس السادس عشر، عبر فيه عن اعتزامه إعادة ملك فرنسا إلى كامل صلاحياته، واعتبار أي بلدة أو شخص يعارضه متمردًا يحكم عليه بحكم القانون العرفي بالإعدام. وقد دفع ذلك الجيش الثوري والحكومة الثورية إلى معارضة وصد الغزاة البروسيين بأي وسيلة كانت، وقاد أيضًا على الفور إلى الإطاحة بالملك على يد حشد اقتحم قصر التويليري خلال أحداث تمرد 10 أغسطس 1792.
استمر الغزاة بشق طريقهم حتى معركة فالمي في 20 سبتمبر 1792، حيث وصلوا إلى طريق مسدود أمام دومويريز وكيليرمان وصدتهم قوات المدفعية الفرنسية المحترفة. على الرغم من أن المعركة مثلت تعادلا تكتيكيًا بين الجانبين، إلا أنها أعطت مزيدًا من الوقت لصالح الثوار ومنحتهم دفعة معنوية هائلة. علاوة على ذلك، قرر البروسيون، الذين واجهوا حملة أطول وأكثر تكلفة مما توقعوا، التراجع للحفاظ على جيشهم وعتادهم.
في الوقت نفسه، نجح الفرنسيون في جبهات أخرى عديدة، حيث احتلوا دوقية سافوي ومقاطعة نيس، في حين غزا الجنرال كوستين ألمانيا، واستولى على شباير، وفورمس، وماينتس على طول نهر الراين، وصولًا إلى فرانكفورت. واصل دومويريز الهجوم في بلجيكا مرة أخرى وحقق نصرًا كبيرًا أمام النمساويين في معركة جيمابيز في 6 نوفمبر عام 1792 واحتل البلاد كلها بحلول فصل الشتاء.

## 1793
في 21 يناير، أعدمت الحكومة الثورية لويس السادس عشر بعد محاكمته، وتسبب ذلك في تحالف كل الحكومات الأوروبية بمن فيها إسبانيا ونابولي وهولندا ضد الثورة. أعلنت فرنسا الحرب على بريطانيا وهولندا في 1 فبراير 1793، وبعد ذلك بفترة وجيزة على إسبانيا. وخلال عام 1793، أعلنت الإمبراطورية الرومانية المقدسة (في 23 مارس) وملوك البرتغال ونابولي ودوق توسكانا الحرب على فرنسا، وبذلك تشكل التحالف الأول.
فرضت فرنسا تجنيدًا على مئات الآلاف من الرجال، فبدأت سياسة فرنسية تتلخص في استخدام التجنيد الجماعي لنشر عدد أكبر من القوات البشرية مقارنة بالدول الأخرى، والبقاء في وضع الهجوم بحيث يمكن لهذه الجيوش الجماعية الاستيلاء على المواد الحربية من أراضي أعدائها، كما أرسلت الحكومة الفرنسية المواطن جنيت إلى الولايات المتحدة لتشجيعها على الدخول في الحرب إلى الجانب الفرنسي، لكن الدولة التي كانت قد تشكلت حديثًا رفضت ذلك، وظلت محايدة طوال فترة الحرب.
بعد انتصارهم في معركة نيرويندن في مارس، تعرض النمساويون لهزيمتين في معركتي واتيجنيس وويسيمبورغ، وتعرضت القوات البرية البريطانية للهزيمة في معركة هوندشوت في سبتمبر.